# Éric Guérin
Éric Guérin né le 4 février 1970 à Toulouse (Haute-Garonne) est un chef cuisinier français. Il est chef-propriétaire du restaurant étoilé la Mare aux oiseaux situé sur l'île de Fédrun à Saint-Joachim (Loire-Atlantique).

## Restaurants

### La Mare aux oiseaux
La Mare aux oiseaux se compose d'un hôtel 4 étoiles, d'un espace bien-être et d'un restaurant étoilé au guide Michelin en 2000 puis de nouveau en 2009 (après avoir perdu l'étoile en 2008).

### Le Jardin des plumes
En janvier 2020, Éric Guérin vend le Jardin des Plumes au chef David Gallienne et se recentre sur la Mare aux Oiseaux.

## Distinctions
- 2003 : Premier lauréat de l'opération créée par Alain Ducasse : Fou de France (Food France)[3].

### Comme Auteur
- De cette île en Brière, je vois l'horizon Édité à compte d’auteur . Paru en mai 2009

- Migrations : voyages, émotions, cuisine Éditions de La Martinière. Paru en octobre 2015. Photos, textes de voyage et recettes : Eric Guerin. Photos recettes et Mare aux Oiseaux : Matthieu Cellard

### Participations
- Burgers de Chefs aux Éditions Larousse.